# Estat quàntic
L'estat quàntic és la descripció de l'estat físic d'un sistema quàntic. Són els valors específics de les propietats observables físiques quantificables que caracteritzen el sistema quàntic definit.
La mecànica quàntica és una teoria formal, és a dir, que descriu quantitats formals (no físiques), com el vector d'estat, anomenat funció d'ones en representacions de base contínua, o la matriu densitat. Aquestes quantitats, per a un formalisme o una interpretació donada, es corresponen amb observables físics.
En conseqüència, l'estat quàntic és un concepte purament matemàtic i abstracte, i una font de dificultats en abordar la teoria per primera vegada. Especialment, l'estat quàntic no és l'estat en el qual es pot trobar, ja que en observar un objecte quàntic s'obté sempre un valor propi per a aquest observable, encara que l'estat del sistema no sigui un estat propi per a aquest observable.

## Notació bra-ket
Dirac va inventar una notació poderosa i intuïtiva per capturar aquesta abstracció en una eina matemàtica coneguda com la notació bra-ket. Es tracta d'una notació molt flexible,
i permet notacions formals molt adequades per a la teoria. Per exemple, permet referir a un| àtom excitat >, a {\displaystyle |\!\!\uparrow \rangle } per a un sistema "amb espín cap amunt", o fins i tot a {\displaystyle |0\rangle } i {\displaystyle |1\rangle } en tractar amb qubits. Això amaga la complexitat de la descripció matemàtica, que es revela quan l'estat es projecta sobre una base de coordenades. Per exemple, la notació compacta|1s>, que descriu l'àtom hidrogenoide, es transforma en una funció complicada en termes de polinomis de Laguerre i harmònics esfèrics en projectar-lo a la base dels vectors de posició| r >. L'expressió resultant Ψ (r)=<r |1s>, coneguda com a funció d'ones, és la representació espacial de l'estat quàntic, concretament, la seva projecció en l'espai real. També són possibles altres representacions, com la projecció en l'espai de moments (o espai recíproc). Les diferents representacions són diferents facetes d'un únic objecte, l'estat quàntic.

## Estat quàntic pur i estat quàntic mixt
És instructiu considerar els estats quàntics més útils de l'oscil·lador harmònic quàntic:
- L'estat de Fok| n > ( n  nombre enter) que descriu un estat d'energia definida.
- L'estat coherent|α> (α nombre complex) que descriu un estat de fase definida.
- L'estat tèrmic que descriu un estat en equilibri tèrmic.

Els dos primers estats són estats quàntics purs, és a dir, poden ser descrits per un vector "ket" de Dirac, mentre que l'últim és un estat quàntic mixt, és a dir, una barreja estadística d'estats purs. Un estat mixt necessita una descripció estadística a més de la descripció quàntica. Això s'aconsegueix amb la matriu densitat, que estén la mecànica quàntica a mecànica quàntica estadística.